# 대한민국 민법 제343조
대한민국 민법 제343조는 준용규정에 대한 민법총칙 조문이다.

## 조문
제343조(준용규정)  제249조 내지 제251조, 제321조 내지 제325조의 규정은 동산질권에 준용한다.

第343條(準用規定) 第249條 乃至 第251條, 第321條 乃至 第325條의 規定은 動産質權에 準用한다.

## 참고 문헌
- 오현수, 일본민법, 진원사, 2014. ISBN 978-89-6346-345-2
- 오세경, 대법전, 법전출판사, 2014 ISBN 978-89-262-1027-7
- 이준현, LOGOS 민법 조문판례집, 미래가치, 2015. ISBN 979-1-155-02086-9